# Calmodulina

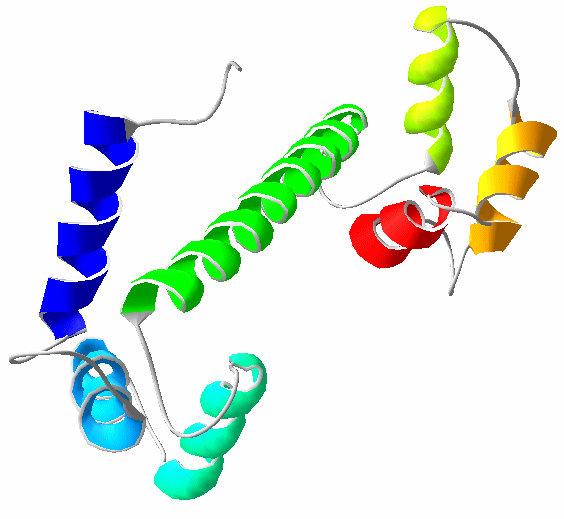
Estrutura 3D da calmodulina

Calmodelina (CaM) é uma proteína que se liga ao cálcio. É expressa em células eucarióticas.
Uma proteína ativadora termo-estável, de baixo peso molecular encontrada principalmente no encéfalo e coração. A ligação dos íons de cálcio a esta proteína permite a ligação desta proteína a nucleotídos cíclicos fosfodiesterases e a adenil ciclase com subsequnte ativação. Dessa forma, esta proteína modula os níveis de AMP e GMP cíclicos.